# جويا هونغ
جويا هونغ (بالإسبانية: Goya Kong)‏ هي مصارعة الهواة مكسيكية، ولدت في 4 مايو 1987.

## روابط خارجية
- جويا هونغ على موقع CageMatch worker (الإنجليزية)
- جويا هونغ على موقع قاعدة بيانات المصارعة على الإنترنت (الإنجليزية)